# Mühlbach (Neckar, Tübingen)
Der Mühlbach  ist ein etwa 3,9 km langer, südlicher und rechter Zufluss des Neckars im baden-württembergischen Tübingen und der westliche und linke Mündungsarm der Steinlach.

## Geographie

### Verlauf
Der Mühlbach (häufig Derendinger Mühlbach) zweigt im Süden des Tübinger Stadtgebiets im Gewann Steinlachwasen von der Steinlach ab. Vor der Begradigung der Steinlach war der Bach hier in mehrere Arme verzweigt, von denen der westlichste in Richtung Derendingen weiterfloss. Dieser bereits damals Mühlbach genannte Arm wurde im Zuge der südwärtigen Siedlungsentwicklung von Tübingen ebenfalls größtenteils begradigt und in den heutigen, weitgehend naturfernen Verlauf gebracht.

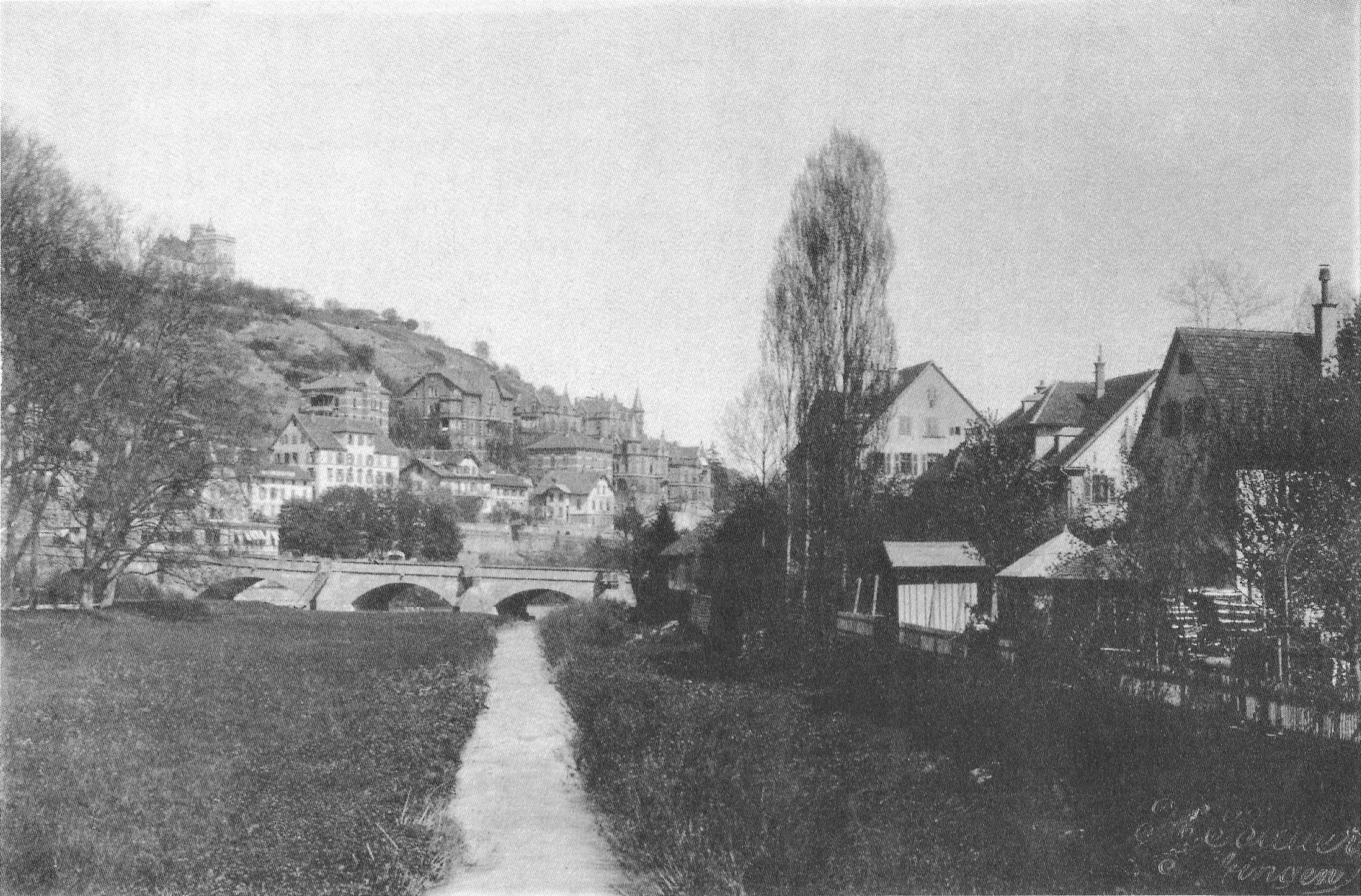
Mühlbach vor der Eberhardsbrücke (1898), heute ist dieser Bereich Teil des Flutgrabens

Nach dem Abzweig verläuft der Bach zunächst am Ostrand des Industriegebiets Steinlachwasen in nordwestliche Richtung. Er unterquert die Waldhörnlestraße und die Raichbergstraße und durchfließt dann das Wohngebiet Mühlenviertel. Nach der Unterquerung der Bahnstrecke Tübingen–Sigmaringen durchfließt er als über dem anschließenden Straßenniveau verlaufender Kanal den Stadtteil Derendingen und wendet seine Fließrichtung nach dem Absturz an der alten Mühle in Richtung Norden. Hier durchfließt er auf kurzer Strecke den unbebauten Außenbereich, bevor er durch das Behördenviertel Mühlbachäcker fließt.
Nach der Unterquerung der Bundesstraße 28 und der Gleisanlagen des Tübinger Bahnhofs fließt der Mühlbach durch den Anlagenpark und mündet auf einer Höhe von ca. 317 m ü. NHN nördlich der Uhlandstraße in den Flutgraben, der durch die Neckarinsel vom Neckar getrennt ist. Der Flutgraben unterhalb der Mündung war vor dessen Bau das Bett des Mühlbachs, der damals also erst an der Eberhardsbrücke in den Neckar mündete und den Kleinen Wörth (heute Neckarinsel) vom Mittleren Wörth trennte.
Der 3,9 km lange Lauf des Mühlbachs endet 22,5 Höhenmeter unterhalb der Abzweigung von der Steinlach, er hat somit ein mittleres Sohlgefälle von etwa 5,7 ‰.

### LUBW
Amtliche Online-Gewässerkarte mit passendem Ausschnitt und den hier benutzten Layern: Lauf und Einzugsgebiet des Mühlbachs

Allgemeiner Einstieg ohne Voreinstellungen und Layer: Daten- und Kartendienst der Landesanstalt für Umwelt Baden-Württemberg (LUBW) (Hinweise)
1. 1 2  Höhe ermittelt über WPS-Prozess (Geländehöhe).
2. ↑  Länge nach dem Layer Gewässernetz (AWGN).
3. ↑  Einzugsgebiet nach dem Layer Basiseinzugsgebiet (AWGN).

### Andere Belege
1. ↑  Friedrich Huttenlocher, Hansjörg Dongus: Geographische Landesaufnahme: Die naturräumlichen Einheiten auf Blatt 170 Stuttgart. Bundesanstalt für Landeskunde, Bad Godesberg 1949, überarbeitet 1967. → Online-Karte (PDF; 4,0 MB)
2. ↑  Friedrich Huttenlocher: Geographische Landesaufnahme: Die naturräumlichen Einheiten auf Blatt 178 Sigmaringen. Bundesanstalt für Landeskunde, Bad Godesberg 1959. → Online-Karte (PDF; 4,3 MB)
3. 1 2  Nach dem Layer Historische Flurkarten (Württemberg) in der Kartenbasierte Suche auf LeoBW